# Samostan sv. Petra in Pavla, Ptuj
Samostan sv. Petra in Pavla - Minoritski samostan na Ptuju je rimskokatoliški samostan, ki 
stoji na koncu starega mestnega jedra Ptuja, ob Dravskem mostu, na Minoritskem trgu.

## Zgodovina
Minoritski samostan naj bi bil ustanovljen leta 1239, za kar pa ni trdnih dokazov. Minoriti so samostan in cerkev zgradili s pomočjo gospodov Ptujskih med letoma 1255 in 1280. Za potrebe eksistence samostana je poskrbel Bernard Ptujski (1386 - 1420/21) in jim leta 1399 podaril posesti v Halozah. Po številnih sporih z dominikanci so si menihi leta 1447 posest razdelili tako, da so minoriti dobili Spodnji urad - Podlehnik.
V letih od 1677 do 1696 so samostan dvignili za eno etažo, dozidali samostanska poslopja in preuredili cerkev, ki je dobila monumentalno baročno fasado.  Na pročelju nad vhodom v samostan od tedaj stoji kip sv. Frančiška Asiškega z angeloma.  Minoriti so uspešno izognili razsvetljenskim reformam cesarja Jožefa II. in so lahko obdržali samostan.
V letih od 1930 do 1932 je bil samostan obnovljen. Leta 1941 so Nemci minorite pregnali na Hrvaško, v samostanu pa je deloval ponemčevalni urad. Po vojni je bila v prostorih samostana knjižnica, saj tedanja država ni imela posluha za to, da bi minoriti samostan obnovili. Šele leta 1992 so se pričele aktivnosti za vrnitev samostana minoritom in s tem možnost obnove. Leta 2000 se je knjižnica preselila v obnovljeni Mali grad, pred cerkvijo je bil ponovno postavljen Marijin steber. Od leta 2007 v samostanu deluje zasebna samostanska glasbena šola. Tu je tudi sedež Društva izobražencev Viktorina Ptujskega. V refektoriju ali samostanski obednici ter na dvorišču se danes vrstijo koncerti, razstave, različna srečanja, izobraževanja... Od leta 2006 je v samostanu ponovno sedež Slovenske minoritske province sv. Jožefa.

## Minoritski trg
Minoritski trg na JV zaključuje staro mestno jedro in je nekoč pripadal k svobodnemu dvoru. Danes je v tej stavbi Okrožno sodišče. V srednjem veku se je trg imenoval Goveji trg (Rindermarkt), po letu 1440 Minoritski trg, po drugi svetovni vojni Trg svobode, od leta 1991 pa spet Minoritski trg.
Na Minoritskem trgu stoji Marijin steber, ki ga je dal postaviti leta 1665 grof Georg Friedrich Sauer, lastnik gradu Borl, v zahvalo za zmago nad Turki. Med vojno je bil odstranjen, ob zadnji obnovi pa so ga spet postavili.

## Cerkev sv. Petra in sv. Pavla
Samostanska cerkev je ena prvih gotskih cerkva na našem ozemlju, posvečena je svetem Petru in Pavlu. Leta 1931, ob prenovi cerkvene notranjosti, so v ladji, za stranskima oltarjema, odkrili slabo ohranjeno fresko sv. Frančiška Asiškega iz druge polovice 13. stoletja, kar potrjuje nastanek cerkve pred letom 1260. Iz tega časa je tudi kip gotske Marije, znane kot »Ptujska madonna«. Zvonik je bil zgrajen v 2. polovici 16. stoletja.Ima tri zvonove. 
Leta 1687 so s prispevki rodbine Sauer z Borla na levi strani ladje zgradili Lavretansko kapelo. Med petnajstletno prenovo ob koncu 17. stoletja so samostan in cerkev barokizirali, z darovi rodbine Curti iz Rogatca je bila leta 1680 dograjena kapela sv. Antona. Prezbiterij so leta 1685 prezidali, postavili glavni oltar, za oltarjem pa zakristijo. Nad zakristijo so zgradili meniški kor. Veličastno cerkveno baročno pročelje, opremljeno s stebri, štukaturami, osrednjo figuro Brezmadežne s plaščem, ki ga držijo angeli ter figurami zaščitnikov cerkve sv. Petra in Pavla v nišah, je bilo dokončano leta 1690 in je bilo delo stavbenega mojstra Dionisa Merlina iz Lugana.  
Leta 1751 je bil postavljen veliki baročni oltar, na vrh katerega je bil dodan kamnit kip Marije z Jezusom v naročju, ki ga je Jozef Straub predelal v baročni slog. V naslednjih letih je cerkev dobila še štiri oltarje, prižnico, zakristijsko opremo in lesene kipe, prav tako iz delavnice mojstra Jozefa Strauba.
Ob letalskem  bombardiranju 4. januarja 1945 je bila minoritska cerkev skoraj v celoti porušena, ohranil se je le prezbiterij. Na mestu porušene cerkve je bila leta 1967 zgrajena pošta. Odkar so se izgnani minoriti po vojni vrnili v Ptuj so si prizadevali za ponovno gradnjo cerkve, vendar pri tem niso uspeli. Ob svoji 750-letnici, leta 1989, so minoriti obnovili prezbiterij nekdanje cerkve in naslednjih nekaj let maševali v njem. Leta 2001 so pošto preselili na novo lokacijo, poštno stavbo pa porušili, pričela se je gradnja nove cerkve, ki je bila posvečena junija 2011. 
V prezbiteriju se danes na visokih stebrih iz portugalskega marmorja nahajajo restavrirani kipi svetnikov in kopija kipa madone iz 13. stoletja. V cerkveni ladji se nahaja križev pot kiparke Mire Ličen-Krmpotič iz leta 1988, prav tako so njeno delo barvna okna. Novozgrajeno pročelje, po posnetkih nekdanjega, je 4. oktobra 2010 blagoslovil tedanji mariborski nadškof in metropolit dr. Franc Kramberger. Celotno cerkev z baročno fasado so dokončno rekonstruirali leta 2011. 
V stranski kapeli hranijo dragocene ostanke kipov, so bili nekoč v cerkvi, vključno z originalnim gotskim kipom Marije z glavnega oltarja. 
- Notranjost cerkve
- Kipi svetnikov in madone
- Marija z detetom iz 13. stoletja

## Samostanska knjižnica
V drugem nadstropju samostana deluje samostanska knjižnica, katere nastanek sega v začetek 16. stoletja. V vogalno sobo s štukaturo so jo prenesli leta 1925. Knjižnica hrani skoraj 5000 starih knjig, večinoma iz 16., 17. in 18. stoletja. Najdragocenejši eksponat je Trubarjev Novi testament iz 1557-1561 leta. Knjižnica hrani tudi pergament Teodozijevega zakonika iz 9. stoletja, pred kratkim pa je pridobila faksimile Gutenbergove biblije. Samostan nudi tudi izposojo okoli 15000 knjig, vpisanih v sistem COBISS.

## Refektorij
Drugi reprezentančni prostor samostana je letna samostanska obednica ali refektorij , z bogato štukaturo italijanskih mojstrov Antona Quadria in Petra Bettinija iz 1690, ter stropnimi freskami neznanega slikarja, ki so bile končane leta 1693.
- Samostansko dvorišče
- Bogata samostanska knjižnica
- Refektorij
- Detajl stropne poslikave v refektoriju